# Волчин
Волчин (пол. Wołczyn) — город в Польше, входит в Опольское воеводство, Ключборкский повят. Имеет статус городско-сельской гмины. Занимает площадь 7,36 км². Население 6221 человек (на 2004 год).

## Галерея
- Церковь
- Неоготическая церковь
- Вокзал